# چهار (فیلم)
چهار (به انگلیسی: The Four) فیلمی چینی هنگ کنگی است که در سال ۲۰۱۲ منتشر شد. از بازیگران آن می‌توان به کولین چو و آنتونی وانگ اشاره کرد.

## داستان
این فیلم در زمان امپراتور هوئی زونگ در اواخر سلسله سونگ شمالی تنظیم شده است. 
اداره دولتی معروف به "دپارتمان شش" به طور معمول صلاحیت کامل کلیه تحقیقات جنایی در پایتخت شاهنشاهی را دارد. دپارتمان شش، پرسنل خوبی دارد و به شیوه ای کاملاً منظم فعالیت می کند. فرمانده آنها ، فرمانده لیو ، بازرسان را با توجه به میزان ترخیص رتبه بندی می کند و انتظار دارد که یک متصدی به عنوان یکی از "چهار بزرگ" نامیده شود...